# Björnvinda
Björnvinda (Calystegia pubescens) är en vindeväxtart som beskrevs av Lindley. Björnvinda ingår i släktet snårvindor, och familjen vindeväxter. Inga underarter finns listade i Catalogue of Life.

## Bildgalleri

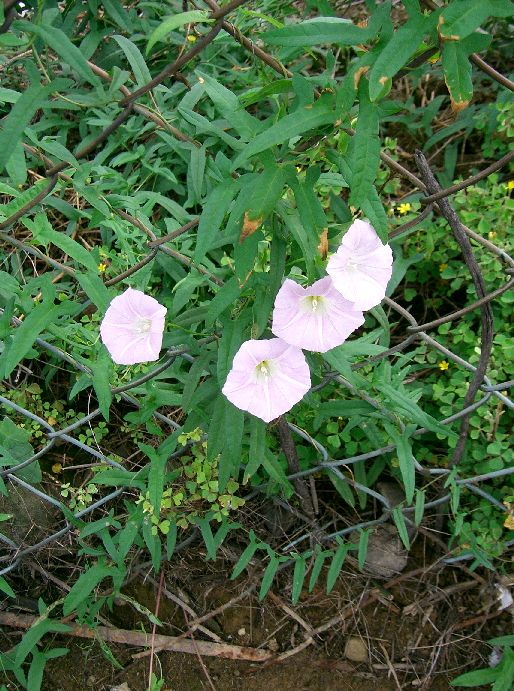
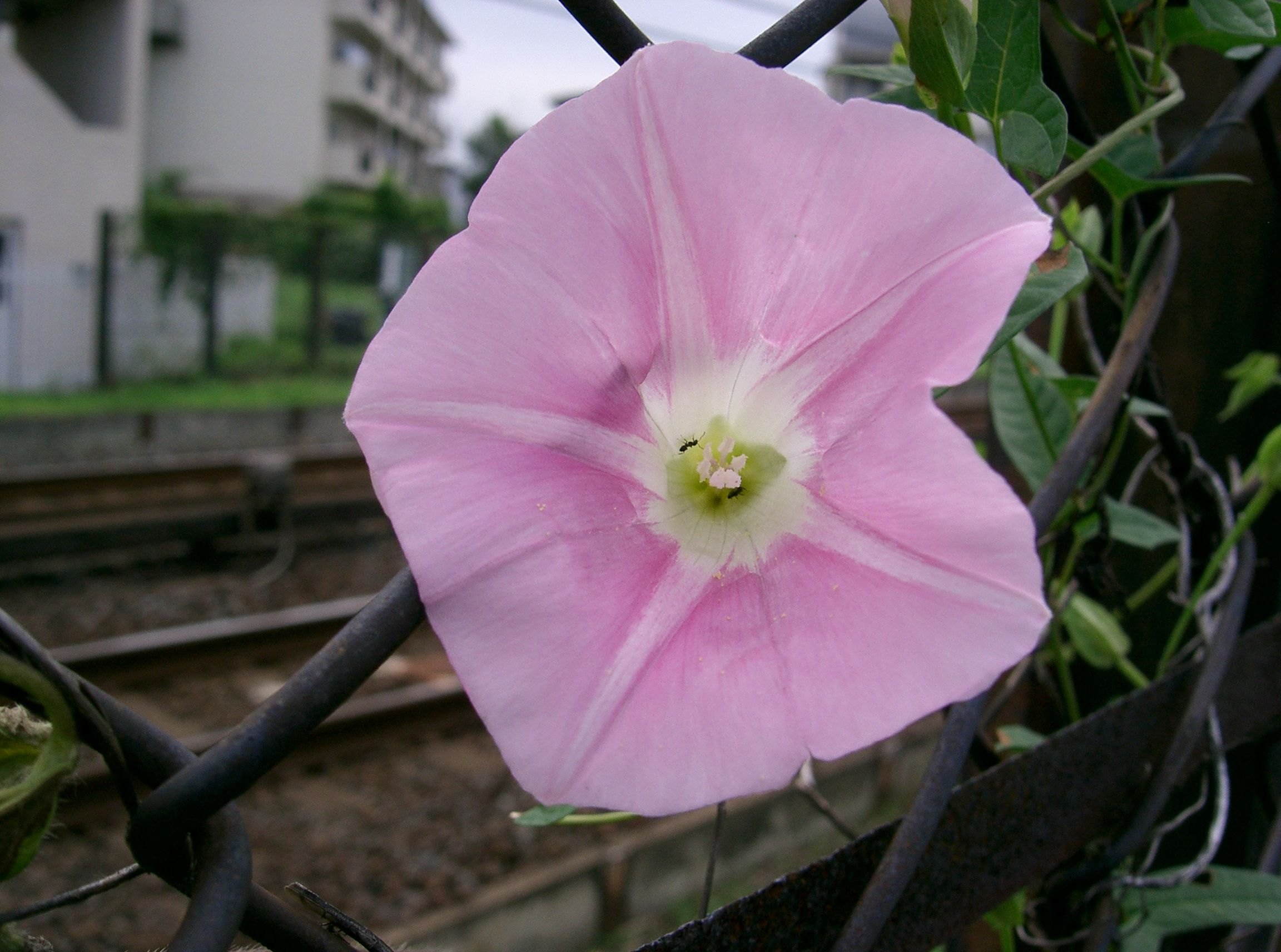
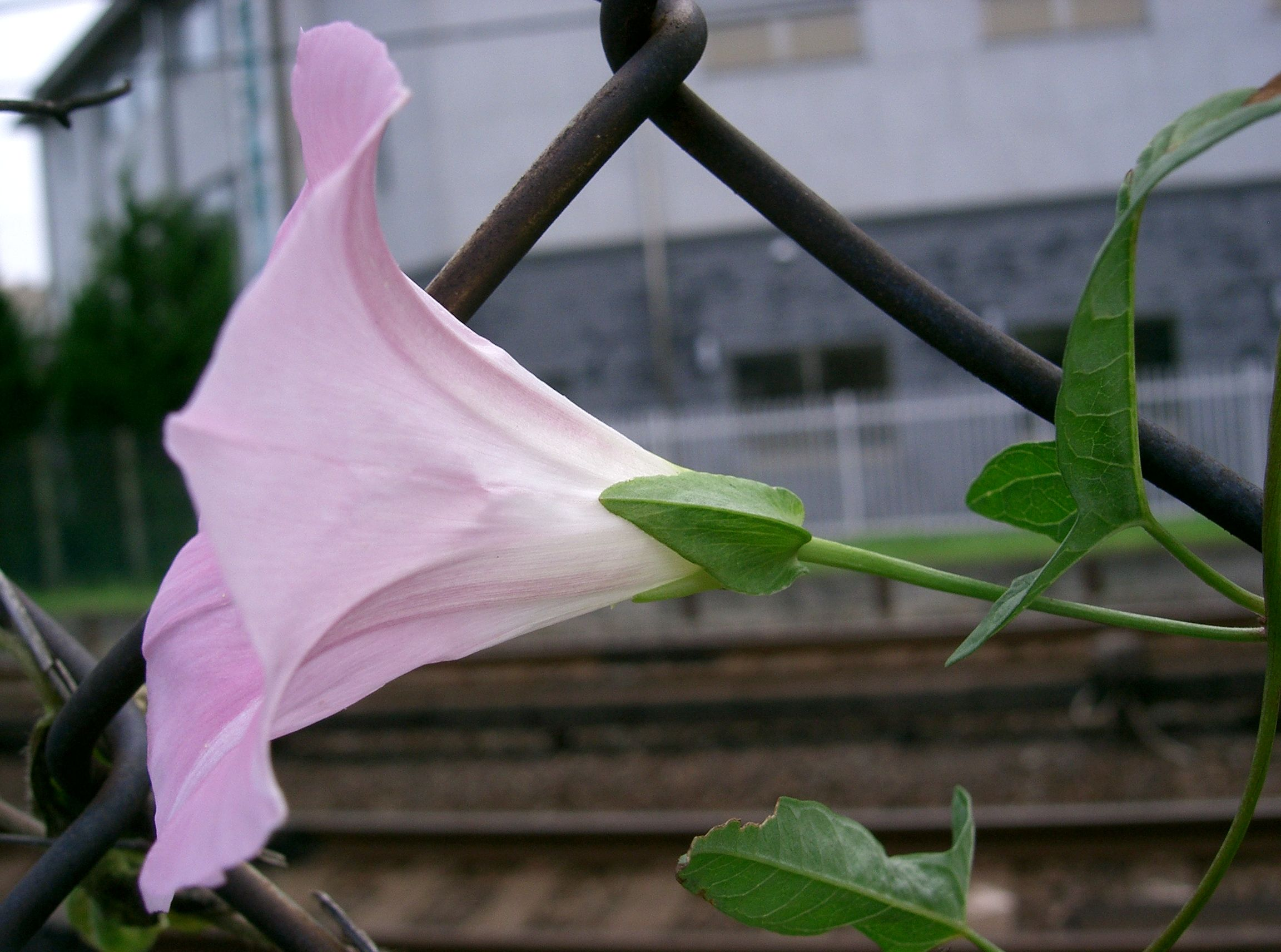